# Hamac Caziim
Hamac Caziim ("fuego divino" en idioma seri) es un grupo de rock, procedente de México. Se caracterizan por fusionar cantos tradicionales del pueblo seri con música contemporánea.

## Historia
Hamac Caziim es el nombre de la banda de rock Comca´ac (también conocidos como Seris) formada en 1995 con la autorización del Consejo de Ancianos del pueblo Comcaác.
Fuego Divino recrea a través del rock los cantos tradicionales que incitan a la fiesta y renuevan la energía. Es la forma que éstos jóvenes comca’ac encontraron para comunicar al mundo su cosmovisión, su historia, sus tradiciones y la preservación de su lengua.
Hamac Caziim cuenta con dos producciones discográficas que llevan por nombre Hamac Caziim (Fuego Divino) 2004 y IHAMOC IMAC ANO CAALAM (Los que juegan con la noche), 2013.
La música de la BANDA se ha dado a conocer principalmente en festivales como Festival Internacional Cervantino, en León Guanajuato, Cumbre Tajín, en Veracruz, Festival Internacional de Artes, en Naucalpan;  Festival Ollin Kan, en México Distrito Federal; Barroquísimo Puebla, Festival Internacional Chihuahua, Feria del libro del Museo de Antropología e Historia, Forum Internacional de las Culturas, en Monterrey; Foro Alicia, Zócalo capitalino, Festival Cultural de la Toltequidad, en Guanajuato, entre otros en México.
En el extranjero ha representado a México en el Smithsonian Folklife Festival en Washington D. C., en Estados Unidos de Norte América 2010,  en Wassermusik en Berlín, Alemania 2011, en el Festival Las Noches Blancas en Perm, Rusia 2012 y en el Festival de Arte de los Pueblos Originarios Ruk’u’x en Sololá, Guatemala 2013 en el extranjero.
En año 2007 son protagonistas del documental "Hamac Caziim" (fuego sagrado) dirigido por Jerónimo Barriga y producido por Claudia Amador a través del Centro Universitario de Estudios Cinematográficos de la UNAM; y en el año 2010, participan en la película "Cefalópodo" de Ruben Imaz.
En el año 2011, Zen Violence Film produce el documental HAMAC CAZIIM a music documentary en Washington D. C.. 
Ha compartido escenarios con grupos como Sak Tzevul, Lumaltok, Bitzma, el Tri, Natalia Lafourcade, Jumbo y Kinky.
De esta manera, cinco jóvenes Comca´ac, con un inmenso arraigo a su identidad, a sus costumbres y a su lengua, quienes habitan en una pequeña localidad de la zona costera de Sonora, se manifiestan a través de la música para participar de la escena global.

## Miembros
- CMIIQUE Francisco “El Indio” Molina en la primera voz
- HAXZ Eliezer Barnett en la batería
- HASSA Anselmo Morales en la guitarra eléctrica
- SIPOJ Jeremías López en el bajo
- XEPE CAZIIM Diana Reyes en la producción y representación artístistica.

## Discografía

### Álbumes
- 2005: Hamac Cazim (Dirección General de Culturas Populares del CONACULTA, Instituto Sonorense de Cultura.)
- 2014: Ihamoc Imac Ano Caalam. (Programa de Desarrollo Cultural Municipal de Hermosillo y Cubalía SA de CV)

### Otros
- 2007, Hamac Cazim (Imcine), documental por Jerónimo Barriga[3]
- 2011: Hamac Cazim, documental por H. Paul Moon.